# 法蘭克福條約

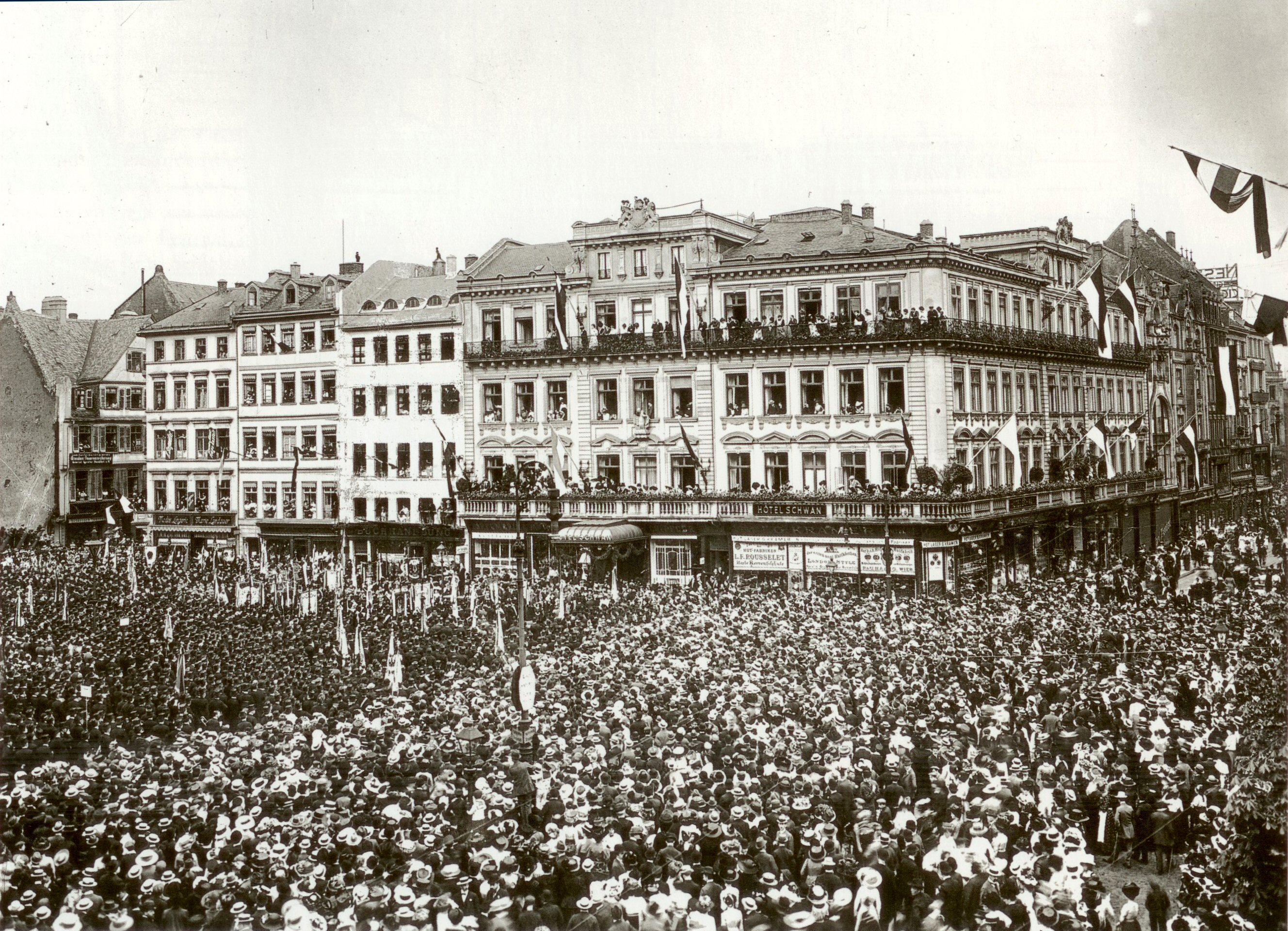
法蘭克福歌德廣場慶祝對法勝利的色當日的人群

法兰克福条约（德語：Friede von Frankfurt）是由德国与法国于1871年5月10日在法兰克福签订，由此正式结束了普法战争。条约条款非常苛刻，令战败的法国与戰勝的德国结怨，引起了法国的复仇主义思潮，這是第一次世界大战爆发的最早原因。

## 内容

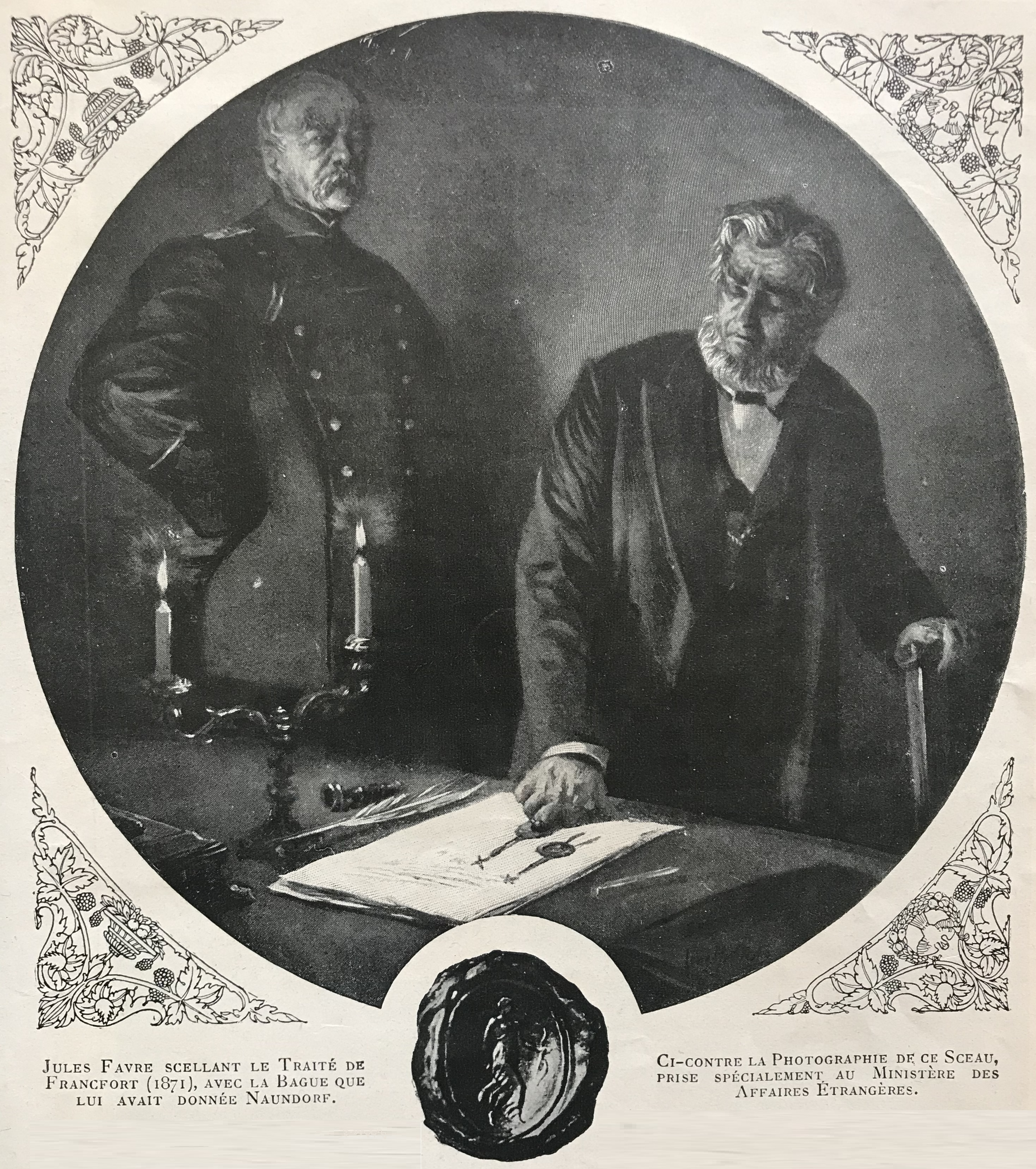
在俾斯麥的注視下，法國外長朱爾·法夫爾在《法蘭克福條約》上蓋上印章

法国国民议会与普魯士王國政府签署条约，其条款如下：
- 两国边界最终确定：法国把阿尔萨斯省的大部分与洛林大區属下的摩泽尔省割让予德国；
- 定下德军从法国特定地区撤出的初步方案；
- 规定法国在五年內賠償五十亿法郎給德国，作为赔偿在战争所失；（注：按当时价格，约合库平银12.5亿两，超出历史上清朝所有赔款总和[1]）
- 承认普王威廉一世为德意志帝国皇帝；
- 法国偿还所有赔款之前，必须接受德军在法國北部的占领[2]。

同时，两国另外有以下协定：
- 对于在阿尔萨斯-洛林的可航行水道之使用权；
- 两国贸易往来；
- 释放双方的战俘

法国在1873年偿还所有赔款；1919年第一次世界大戰结束后，魏瑪共和國根据《凡尔赛条约》将阿爾薩斯-洛林归还法国。

## 新邊界的訂立

### 戰略
作为保护德国的要求，德国军方要求控制阿尔萨斯地区，直到孚日山脉、迪登霍芬和梅斯之间的地区。 最重要的是，如果未来与法国发生战争，德国军方将控制迪登霍芬 和 梅斯 之间最重要的区域。

### 政治
如果边界不向西移动，新的德意志帝国与法国的边界将在很大程度上由巴登和巴伐利亚佔有，这两个國家的政府并不希望在家门口招来滿懷怨憤法国。同時普魯士王國还需要在这些國家的边界内驻扎大量的帝国军队，这可能会损害南方各國在统一条约中能規定的相当大的自治权。而边界的转变缓解了这些问题，事實上此即為普魯士劃出直轄領，來作為保護南德四邦免於法國報復的屏障。

### 民族
新的政治边界在很大程度上（尽管不完全）遵循语言边界。 事实上，新帝国领（Reichsland）上的大多数人口都讲日耳曼方言，并且在过去的两个世纪中一直是德意志民族建立的神圣罗马帝国的一部分，直到他们被法国逐渐蠶食。 然而对梅斯市等法语区的征服在法国激起了众怒，并被用作法国复仇主义的主要论据之一。

### 经济
阿尔萨斯-洛林的自然资源（铁矿石和煤炭）似乎并未在德国争夺附属地区的斗争中发挥作用。军事吞并是德国人民统一的主要既定目标。 与此同时，法国失去了 144.7 万公顷土地、1694 个村庄和 159.7 万居民。 它还失去了 20% 的采矿和钢铁潜力。 1862 年与普鲁士的贸易条约没有续签，但法国在贸易和航海方面给予德国最惠国待遇。 法国将在1914年之前完全遵守法兰克福条约的条款。
此外法国还必须全额支付五十億金法郎，法國卻在三年內以變賣國產方式，向德國償還了五十九億法郎賠款，迫使德國军队在1873年9月提早撤离法國北部。

## 影響
在接下来的40年里，该条约使法国对德国的政策两极分化。 重新征服“失去的省份”阿尔萨斯-洛林成为一种以复仇主义为特征的狂熱，而这将成为法国卷入第一次世界大战的最强大动机之一。
1918年，美国总统伍德罗·威尔逊在他的十四点演讲中将此问题列为第八点，表达了美国将该地区归还给法国的意愿。 因此根据 1919 年的凡尔赛条约，阿尔萨斯-洛林回归法兰西第三共和国。德国人接受了美国提议的有条件的投降。